# Family (serie de televisión)

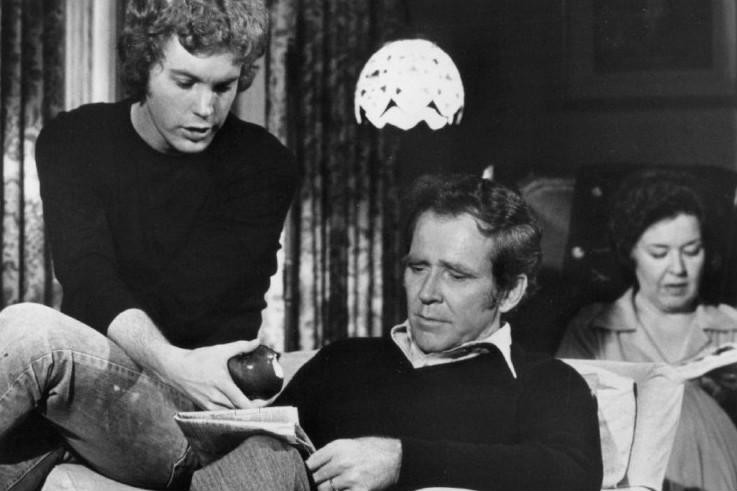
Gary Frank, James Broderick y Sada Thompson

Family es una serie de televisión dramática emitida por la cadena estadounidense ABC desde 1976 hasta 1980. El control creativo de la serie estaba dividido entre los productores ejecutivos Leonard Goldberg, Aaron Spelling y Mike Nichols. Se produjeron 86 episodios en total. Es considerada una de las mejores series de la década de los 70.

## Premisa
El programa tenía como protagonistas principales a  James Broderick y Sada Thompson como Doug y Kate Lawrence, una pareja felizmente casada de clase media que vivía en Pasadena, California. Doug era un abogado independiente, y Kate ama de casa. Tenían tres hijos: Nancy (Meredith Baxter), Willie (Gary Frank), y Letitia, apodada "Buddy" (Kristy McNichol). El programa impulsó la popularidad de todos los que participaron en él, en especial la de McNichol, que fue catapultada a la fama.
El show intentaba mostrar a la familia "promedio" con sus problemas. Las tramas eran bastante típicas. En el primer episodio, por ejemplo, Nancy (que estaba embarazada) encuentra a su esposo Jeff haciéndole el amor a una de sus amigas. Otros episodios mostraban a Kate lidiando con la posibilidad de tener cáncer de pecho. En temporadas siguientes, se podía ver a Buddy tratando de decidir entre perder la virginidad o no; ella siempre elegía esperar. Family también trató el tema del alcoholismo con la hermana de Doug y un amigo de Buddy, como así también con la adopción, cuando la familia decide adoptar a una niña llamada Annie Cooper (Quinn Cummings).